# エヤレト
エヤレト（オスマン語: ایالت, 発音 [ejaːˈlet], Eyalet）またはエヤーレトは、オスマン帝国の行政区画の一種である。訳語としては州（英語: stateもしくはprovince）が用いられる。
エヤレトの語が用いられるようになるまでのオスマン帝国の最上位行政区画はベイレルベイリク（beylerbeyliks）であり、長はベイレルベイ(17世紀頃から州総督（Vali）とも呼ばれるようになる)であった。
1590年代からエヤレトが使われるようになり、1867年にヴィラエト（Vilayet）に置き換えられるまで使われた。